# Jeong Sang-bin
Jeong Sang-bin (Cheonan, 1º aprile 2002) è un calciatore sudcoreano, attaccante del Minnesota Utd e della nazionale sudcoreana.

## Caratteristiche tecniche
È un'ala destra.

## Carriera

### Club
Cresciuto nel Suwon Bluewings, debutta in prima squadra il 22 novembre 2020 in occasione dell'incontro di AFC Champions League pareggiato 0-0 contro il Guangzhou E..
Il 28 gennaio 2022 viene acquistato dal Wolverhampton, che contestualmente lo cede in prestito al Grasshoppers.
Il 22 marzo 2023 viene ceduto a titolo definitivo al Minnesota Utd.

### Nazionale
Ha giocato nella nazionale sudcoreana Under-17.
Debutta con la nazionale maggiore sudcoreana il 9 giugno 2021 in occasione dell'incontro di qualificazione per i mondiali contro Sri Lanka, dove realizza la rete del definitivo 5-0.

## Statistiche
Statistiche aggiornate al 4 giugno 2021.

### Presenze e reti nei club
| Stagione        | Squadra         | Campionato      | Campionato | Campionato | Coppe nazionali | Coppe nazionali | Coppe nazionali | Coppe continentali | Coppe continentali | Coppe continentali | Altre coppe | Altre coppe | Altre coppe | Totale | Totale | Totale |
| Stagione        | Squadra         | Comp            | Pres       | Reti       | Comp            | Pres            | Reti            | Comp               | Pres               | Reti               | Comp        | Pres        | Reti        | Pres   | Reti   |        |
| --------------- | --------------- | --------------- | ---------- | ---------- | --------------- | --------------- | --------------- | ------------------ | ------------------ | ------------------ | ----------- | ----------- | ----------- | ------ | ------ | ------ |
| 2020            | Suwon Bluewings | KL              | 0          | 0          | CC              | 0               | 0               | ACL                | 2                  | 0                  |             | -           | -           | 2      | 0      |        |
| 2021            | Suwon Bluewings | KL              | 14         | 4          | CC              | 1               | 0               |                    | -                  | -                  |             | -           | -           | 15     | 4      |        |
| Totale carriera | Totale carriera | Totale carriera | 14         | 4          |                 | 1               | 0               |                    | 2                  | 0                  |             | -           | -           | 17     | 4      |        |

### Cronologia presenze e reti in nazionale
| Cronologia completa delle presenze e delle reti in nazionale ― Corea del Sud | Cronologia completa delle presenze e delle reti in nazionale ― Corea del Sud | Cronologia completa delle presenze e delle reti in nazionale ― Corea del Sud | Cronologia completa delle presenze e delle reti in nazionale ― Corea del Sud | Cronologia completa delle presenze e delle reti in nazionale ― Corea del Sud | Cronologia completa delle presenze e delle reti in nazionale ― Corea del Sud | Cronologia completa delle presenze e delle reti in nazionale ― Corea del Sud | Cronologia completa delle presenze e delle reti in nazionale ― Corea del Sud |
| Data                                                                         | Città                                                                        | In casa                                                                      | Risultato                                                                    | Ospiti                                                                       | Competizione                                                                 | Reti                                                                         | Note                                                                         |
| ---------------------------------------------------------------------------- | ---------------------------------------------------------------------------- | ---------------------------------------------------------------------------- | ---------------------------------------------------------------------------- | ---------------------------------------------------------------------------- | ---------------------------------------------------------------------------- | ---------------------------------------------------------------------------- | ---------------------------------------------------------------------------- |
| 9-6-2021                                                                     | Goyang                                                                       | Sri Lanka                                                                    | 0 – 5                                                                        | Corea del Sud                                                                | Qual. Mondiali 2022                                                          | 1                                                                            | 72’                                                                          |
| Totale                                                                       |                                                                              | Presenze                                                                     | 1                                                                            |                                                                              | Reti                                                                         | 1                                                                            |                                                                              |